# Sapna
Sapna (serbisch-kyrillisch Сапна) ist ein Ort und die zugehörige Verbandsgemeinde im Nordosten von Bosnien und Herzegowina. Die Gemeinde mit reichlich 12.000 Einwohnern gehört zum Kanton Tuzla der Föderation Bosnien und Herzegowina und liegt östlich von Tuzla an der Strecke nach Zvornik. Sie wurde nach dem Bosnienkrieg aus einem Teil der Gemeinde Zvornik gebildet.

## Geografie
Sapna liegt im Nordosten Bosniens und der Sapna fließt durch das Zentrum. Im Osten grenzt die Gemeinde an die Republika Srpska, im Norden an die Gemeinde Teočak und im Süden an die Gemeinde Kalesija. Die Gemeinde liegt im Gebirge von Majevica. Die Stadt selbst hat etwa 5.400 Einwohner.

### Gemeindegliederung
Zur Gemeinde Sapna zählen vierzehn Dorfgemeinschaften:
| - Baljkovica - Donji Zaseok - Goduš - Kobilići - Kovačevići - Kraljevići - Međeđa | - Nezuk - Rastošnica - Sapna - Skakovica - Vitinica - Zaseok - Žuje-Šarci |

## Geschichte
Nach dem Zweiten Weltkrieg war Sapna zwischenzeitlich eine eigenständige Gemeinde, 1958 wurde sie in die Gemeinde Zvornik eingegliedert.
Von 1992 bis 1995 gab es während des Bosnienkriegs in der Gemeinde Sapna eine Kaserne und zwei Brigaden, die 206. Viteška Brigada und die 242. Lahka Brigada Sapna. Sie gehörten zum 2. Korpus Tuzla (Armija Republike Bosne i Hercegovine).
Die heutige Gemeinde Sapna entstand am  18. März 1998 nach Ende des Bosnienkrieges.

## Bevölkerung
Bei der Volkszählung 1991 ergab sich für den eigentlichen Ort folgende Bevölkerungsverteilung:
- Bosniaken – 1.722 (95,29 %)
- Serben – 46 (2,54 %)
- Andere – 39 (2,17 %)

In Sapna leben heute, außer einigen orthodoxen Familien, fast nur Muslime. In der Gemeinde gibt es acht Moscheen.

## Infrastruktur
In Sapna sind fast alle Straßen asphaltiert, nur wenige Straßen sind mit Steinen gepflastert. Eine Hauptstraßenverbindung besteht nach Zvornik, Tuzla und Teočak, zusätzlich wurde eine neue Straßenverbindung nach Kalesija gebaut.

## Kultur und Medien

### Sport
Die zwei 1997 gegründeten Fußballmannschaften FK Vitezovi Sapna und FK Mladost Vitinica schlossen sich am 28. August 2006 zum OFK Vitinica Sapna zusammen. Im Jahr 2009 beschloss die Gemeinde, den neuen Verein OFK Sloga Sapna zu gründen, der den Platz von OFK Vitinica Sapna in der Kantonsliga übernahm.
OKI Drina Sapna ist eine Sitzvolleyball-Mannschaft aus Sapna; sie spielt in der ersten bosnischen Liga.

### Radio
In Sapna gibt es den Sender Radio Glas Drine. Er wird in ganz Nordostbosnien ausgestrahlt. Zusätzlich wird er über Satelliten und Internet übertragen.